# Válečná hra
Válečná hra je označení pro strategickou hru, která klade důraz na téma a na věrnost simulace skutečné války, čímž se liší od her typu šachy, kde je vysoká míra abstrakce od reality.
V moderní éře počítačů se jedná často o čistě počítačovou hru, ovšem po většinu dějin se válečné hry realizovaly formou deskových her. V moderní době navíc převažuje čistě amatérské rekreační používání, zatímco historicky převažovalo využití válečných her coby součásti profesionálního výcviku vojenských velitelů.

## Dějiny

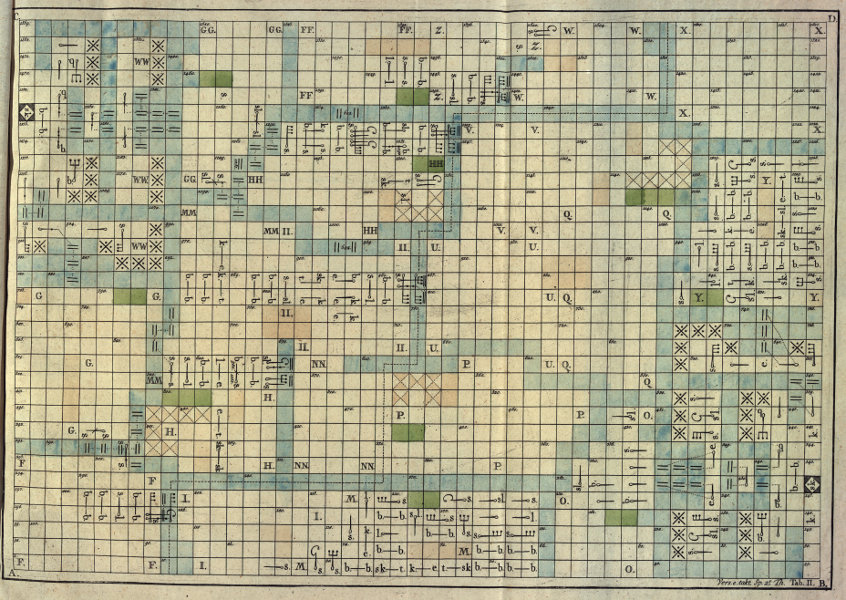
Herní plán Hellwigovy hry z roku 1780

Za počátek rozvoje moderních válečných her jsou považovány hry vyvíjené a rozšířené v Prusku a pruské armádě od konce 18. století. V roce 1780 vydal brunšvický profesor Johann Christian Ludwig Hellwig první hru, která se blížila ideálům válečných her, a zaznamenal s ní úspěch. Hrála se na čtvercové síti, rychlost různých jednotek na různém typu terénu byla různá, ovšem podobně jako v šachu se v rámci tahu táhlo vždy jen jednou jednotkou či jednou formací. Postupně se objevilo několik podobných her jiných tvůrců, které například zahrnuly hrací kostky pro prvek náhody nebo pravidla pro simulaci logistiky zásobování.

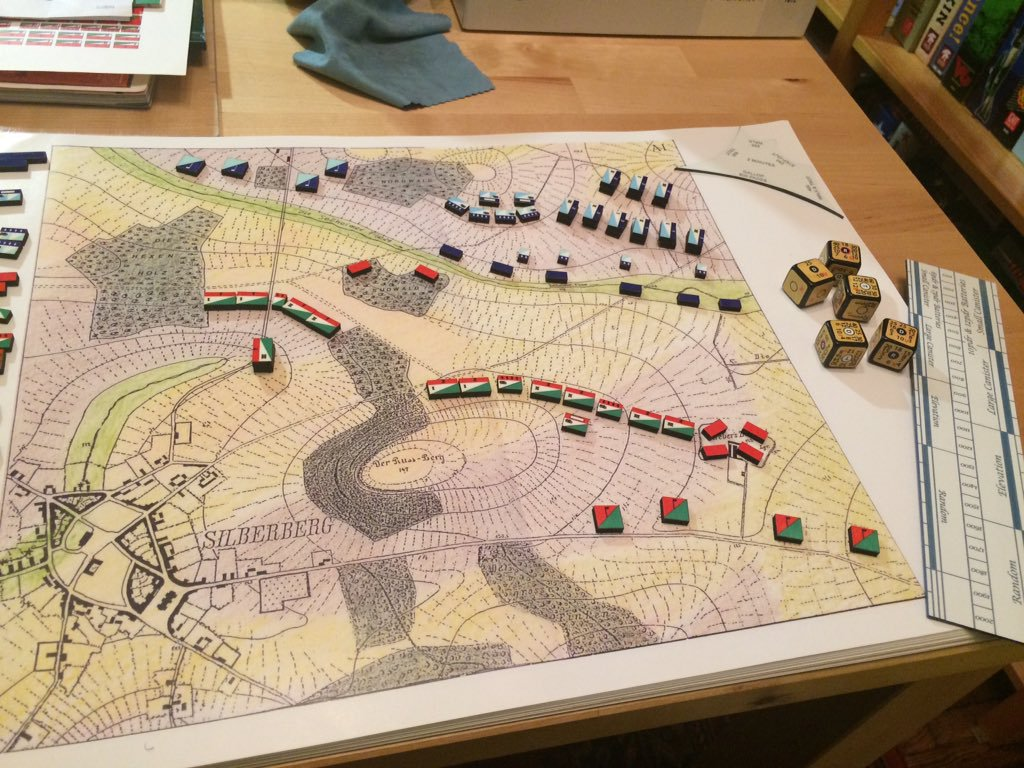
Rekonstrukce hry z roku 1824 na základě dobových materiálů

Výrazným předělem se stala hra Kriegsspiel (německy doslova válečná hra), kterou zprvu vytvořil George Leopold von Reisswitz a dopracoval ji jeho syn Georg Heinrich Rudolf Johann von Reisswitz. Ten ji také začal masově vyrábět a dodávat pruské armádě. Jeho zásadním vylepšením bylo zahrnutí rozhodčího, který viditelně pohyboval po mapě jen jednotkami viditelnými oběma hráči, zatímco pozici jednotek dosud skrytých v rámci simulace válečné mlhy protihráči nijak neodhaloval. Do světa se následně hraní válečných her rozšířilo po drtivém pruském vítězství ve prusko-francouzské válce v roce 1870, po kterém byla teoretická příprava pruských důstojníků hraním válečných her uváděna jako jeden z důvodů úspěchu.